# Stefano Accorsi
Stefano Accorsi és un actor italià nascut el 2 de març de 1971 a Bolonya. Ha obtingut el guardó David de Donatello com a millor actor a Radiofreccia (1998) i Veloce come il vento (2017) pel·lícula basada lliurement en la vida del pilot de ral·li Carlo Capone. També obtingué la Copa Volpi del Festival de Venècia en la seva interpretació del poeta Dino Campana a Un viaggio chiamato amore (2002).

## Biografia
Llicenciat a l'escola de teatre de Bolonya, Stefano Accorsi va començar la seva carrera com a actor de cinema sota la direcció de Pupi Avati. Aquells primers anys era ja molt popular gràcies als espots publicitaris del gelat Maxibon a la televisió.
A l'any 1996 va interpretar el paper d'adolescent rebel a Jack Frusciante è uscito dal gruppo. Mes endavant, va guanyar dos premis pel seu paper a Radiofreccia (1998) dirigida per l'estrella de rock Luciano Ligabue, entre ells el David di Donatello a millor actor. L'actriu i directora portuguesa Maria de Medeiros el fa protagonista a la seva pel·lícula Capitães de Abril (2000) en el paper del militar revolucionari Fernando José Salgueiro Maia. L'any 2001 va fer tres pel·lícules que el van llançar a la fama fent-lo conèixer fora d'Itàlia: La stanza del figlio de Nanni Moretti, L'ultimo bacio de Gabriele Muccino i Le fate ignoranti de Ferzan Özpetek, primera col·laboració seva amb el director italo-turc, amb el qual repetiria després a Saturno contro (2007), La dea fortuna (2019) i Diamanti (2024).
Amb una solida carrera entre Itàlia i França, Accorsi s’ha fet un nom participant en produccions de cinema i televisió. Va ser membre del jurat al Festival Internacional de Cinema de Venècia 2003.
L'actor italià ha estat parella sentimental de l'actriu i model Laetitia Casta durant 10 anys i amb ella va tenir dos fills: Orlando, nascut el 21 de setembre de 2006, i Athena, nascuda el 30 d'agost de 2009. Des del 2013, comparteix la seva vida amb Bianca Vitali, model italiana amb qui es va casar el 25 de novembre de 2015. La parella té dos fills: Lorenzo, nascut el 21 d'abril de 2017 i Alberto, nascut el 29 d'agost de 2020.

## Filmografia
| Any       | Títol                                   | Direcció            | Notes                                                                                               |
| --------- | --------------------------------------- | ------------------- | --------------------------------------------------------------------------------------------------- |
| 1992      | Fratelli e sorelle                      | Pupi Avati          | |
| 1994      | Strane storie - Racconti di fine secolo | Sandro Baldoni      | |
| 1996      | Jack Frusciante è uscito dal gruppo     | Enza Negroni        | |
| 1996      | Vesna va veloce                         | Carlo Mazzacurati   | |
| 1997      | I piccoli maestri                       | Daniele Luchetti    | Nastro d'argento candidat a millor actor                                                            |
| 1998      | Radiofreccia                            | Luciano Ligabue     | David di Donatello com a millor actor / Ciak d'or com a millor actor                                |
| 1999      | Ormai è fatta!                          | Enzo Monteleone     | |
| 2000      | Capitaes de Abril                       | Maria de Medeiros   | |
| 2001      | Tabloid                                 | David Blair         | |
| 2001      | L'ultimo bacio                          | Gabriele Muccino    | Ciak d'or com a millor actor. Candidat David di Donatello com a millor actor.                       |
| 2001      | Le fate ignoranti                       | Ferzan Özpetek      | Ciak d'or com a millor actor Globo d'Oro com a millor actor Nastro d'Argento com a millor actor     |
| 2001      | La stanza del figlio                    | Nanni Moretti       | |
| 2001      | Santa Maradona                          | Marco Ponti         | |
| 2002      | Un viaggio chiamato amore               | Michele Placido     | Mostra de Venècia: Copa Volpi com a millor actor                                                    |
| 2002      | Il giovane Casanova                     | Giacomo Battiato    | TV                                                                                                  |
| 2004      | Ovunque sei                             | Michele Placido     | |
| 2004      | L'amore ritrovato                       | Carlo Mazzacurati   | |
| 2005      | Romanzo criminale                       | Michele Placido     | |
| 2006      | Les brigades du tigre                   | Jérôme Cornuau      | TV                                                                                                  |
| 2006      | La faute à Fidel                        | Julie Gavras        | |
| 2007      | Saturno Contro                          | Ferzan Özpetek      | |
| 2007      | Un baiser si'l vous plaît               | Emmanuel Mouret     | |
| 2007      | Les deux mondes                         | Daniel Cohen        | |
| 2008      | Le jeune fille et les loups             | Gilles Legrand      | Va compartir cartell amb la que fou la seva parella Laetitia Casta.                                 |
| 2008      | Baby Blues                              | Diane Bertrand      | |
| 2010      | Baciami ancora                          | Gabriele Muccino    | Seqüela de L'ultimo bacio (2001)                                                                    |
| 2011      | La vita facile                          | Lucio Pellegrini    | |
| 2011      | Tous les Soleils                        | Philippe Claudel    | |
| 2013      | L'arbitro                               | Paolo Zucca         | |
| 2013      | Viaggio sola                            | Maria Sole Tognazzi | David de Donatello: candidat a millor actor no protagonista                                         |
| 2013      | Io non ti conosco                       | Stefano Accorsi     | Curtmetratge                                                                                        |
| 2014      | La nostra terra                         | Giulio Manfredonia  | |
| 2015-2019 | 1992                                    | Alessandro Fabbri   | Sèrie TV                                                                                            |
| 2016      | Veloce come il vento                    | Matteo Rovere       | David de Donatello a millor actor Globo d'Oro: candidat millor actor Nastro d'Argento: millor actor |
| 2016      | The Young Pope                          | Paolo Sorrentino    | Sèrie TV                                                                                            |
| 2017      | Fortunata                               | Sergio Castellitto  | |
| 2018      | A casa tutti bene                       | Gabriele Muccino    | |
| 2019      | La dea fortuna                          | Ferzan Özpetek      | Ciak d'or com a millor actor, ex-aequo amb Leonardo Leo Nastro d'argento candidat millor actor      |
| 2019      | The New Pope                            | Paolo Sorrentino    | Sèrie TV                                                                                            |
| 2020      | Lasciame andare                         | Stefano Mordini     | |
| 2021      | Marilyn ha gli occhi neri               | Simone Godano       | Ciak d'or com a millor actor                                                                        |
| 2022      | Ipersonnia                              | Alberto Mascia      | |
| 2024      | Il treno dei bambini                    | Cristina Comencini  | |
| 2024      | Diamanti                                | F. Özpetek          | |
| 2025      | Una figlia                              | Ivano De Matteo     | |